# Schuyler (Nebraska)
Schuyler település az Amerikai Egyesült Államok Nebraska államában, Colfax megyében, melynek megyeszékhelye is. Lakosainak száma 6547 fő (2020. április 1.).

## Népesség
A település népességének változása:

| 2010 | 6 211 |
| 2020 | 6 547 |